# Malo'
Malory Legardinier (Caen, Francia, 20 de abril de 1994) es un cantante y compositor francés, conocido por ser participante del programa Destination Eurovision, organizado por France 2 para escoger al artista que represente a Francia en el Festival de la Canción de Eurovisión de 2018.
Malo' lanzó su álbum debut Be / Être el 23 de junio de 2017. Ese mismo año confirmó ser el primer artista en participar en Destination Eurovision con su canción «Ciao», finalizando en tercer lugar por detrás de Lisandro Cruxi y los vencedores Madame Monsieur.

## Discografía

### Álbumes
| Título    | Detalles | Clasificación en las listas |
| Título    | Detalles | FRA                         |
| --------- | --- | --------------------------- |
| Be / Être | - Lanzamiento: 23 de junio de 2017 - Discográfica: Sony Music Entertainment - Formato: CD, descarga digital | 167                         |

### Sencillos
| Título       | Año  | Clasificación en las listas | Álbum     |
| Título       | Año  | FRA                         | Álbum     |
| ------------ | ---- | --------------------------- | --------- |
| «I Believed» | 2017 | 131                         | Be / Être |
| «Ciao»       | 2018 | 45                          |           |